# Tillandsia humilis
Espèce
Tillandsia humilis est une espèce de plantes à fleurs de la famille des Bromeliaceae, endémique du Pérou.

## Synonymes
- Tillandsia aureobrunnea Mez : dont l'épithète aureobrunnea, « brun doré », se rapporte au coloris floral.
- Tillandsia dombeyi Baker
- Tillandsia mathewsii Baker

## Distribution et habitat

### Distribution
L'espèce est endémique du Pérou et se rencontre dans les régions de Cajamarca,, Huánuco et Lima.

### Habitat
L'espèce croit dans les arbres et les falaises entre 2 000 et 2 500 mètres d'altitude.

## Description
Tillandsia humilis est une plante herbacée en rosette acaule ou sur tige courte, monocarpique, vivace par ses rejets latéraux, épiphyte et rupicole.